# Миколаївка (Зачепилівська селищна громада)
Микола́ївка — село в Україні, у Зачепилівській селищній громаді Берестинського району Харківської області. Населення становить 854 осіб.

## Географія
Село Миколаївка розташоване за 130 км від обласного центру та 27 км від районного центру, березі річки Вошива, за 2 км від місця впадання її в річку Берестова (ліва притока), вище за течією на відстані 1 км розташоване село Олександрівка, нижче за течією примикає до селища Зачепилівка. Через село пролягає автошлях територіального значення Т 2118. За 7 км від села розташована найближча залізнична станція Зачепилівка.

## Історія
Село засноване у 1750 році.
Станом на 1885 рік у колишньому державному селі Леб'язької волості Костянтиноградського повіту Полтавської губернії мешкало 1957 осіб, налічувалось 357 дворових господарств, існували православна церква, поштова станція, 3 постоялих будинки, лавка, 42 вітряних млини.
За переписом 1897 року кількість мешканців зросла до 3019 осіб (1468 чоловічої статі та 1551 — жіночої), з яких всі — православної віри.
З 1966 року село перебувало у складі Зачепилівського району.
До 2017 року село було адміністративним центром Миколаївської сільської ради, яка в ході децентралізації об'єднана з Зачепилівською селищною громадою.
17 липня 2020 року, в результаті адміністративно-територіальної реформи та ліквідації Зачепилівського району, село увійшло до складу Красноградського (Берестинського) району.

## Населення
Згідно з переписом УРСР 1989 року чисельність наявного населення села становила 1224 особи, з яких 561 чоловік та 663 жінки.
За переписом населення України 2001 року в селі мешкало 1186 осіб.

### Мова
Розподіл населення за рідною мовою за даними перепису 2001 року:
| Мова       | Відсоток |
| ---------- | -------- |
| українська | 95,38 %  |
| російська  | 4,03 %   |
| вірменська | 0,50 %   |
| білоруська | 0,08 %   |

## Економіка
- Молочно-товарна та свино-товарна ферми.

## Об'єкти соціальної сфери
- Дитячий садочок.
- Школа.
- Клуб.
- Лікарня.
- Село газифіковане.

## Особистисть
Уродженець села:
- Нечипоренко Микола Гаврилович (1896—1975) — Герой Радянського Союзу.